# Sân bay quốc tế Congonhas-São Paulo
Sân bay quốc tế Congonhas/São Paulo hay Sân bay quốc tế Congonhas (IATA: CGH, ICAO: SBSP) là sân bay lớn thứ hai ở São Paulo, cách trung tâm thành phố 8 km tại Avenida Washington Luís s/nº - Campo Belo. Sân bay này do Infraero quản lý, và đến năm 2007 là sân bay bận rộn nhất ở Brasil với 15.244.401 hành khách thông qua.
Năm 1957, sân bay này là sân bay bận rộn thứ 3 thế giới về lượng hàng vận chuyển. Tên của sân bay đặt theo tên loài cây phổ biến ở khu vực sân bay được xây dựng năm 1919. Đây đã là sân bay chính của thành phố cho đến năm 1985, khi sân bay quốc tế São Paulo/Guarulhos được xây do sân bay Congonhas luôn tắc nghẽn và không thể phục vụ các chuyến bay xuyên Đại Tây Dương.
Sân bay này tiếp tục có tầm quan trọng đối với thành phố cho những chuyến bay nội địa ngắn và khu vực. Dù đã có sân bay quốc tế Guarulhos (cách trung tâm thành phố 35 km), sân bay Congonhas tiếp tục đối mặt với vấn đề tắc nghẽn vì số lượng hành khách và chuyến bay lớn.
Các đại sảnh của sân bay này được xem như một trong những kiểu mẫu xuất sắc của kiến trúc hiện đại ở São Paulo.
Congonhas là trung tâm hoạt động chính của hãng hàng không lớn nhất ở Brasil: TAM Linhas Aéreas, Gol và VARIG.

## Thông tin chung
- Số lượng hành khác: 15.244.401 (năm 2007)
- Nhà ga chính: 51.535 m² (554.718 feet vuông)  Lưu trữ ngày 5 tháng 7 năm 2007 tại Wayback Machine
- Các điểm đến chính: Belo Horizonte (chuyến bay mỗi 15 phút), Belo Horizonte, Brasília (chuyến bay mỗi 30 phút), Curitiba (chuyến bay mỗi 25-30 phút)

## Các hãng hàng không và các điểm đến
- Gol Transportes Aéreos (Belo Horizonte-Confins, Brasília, Campo Grande, Caxias do Sul, Cuiabá, Florianópolis, Goiânia, Joinville, Londrina, Maringá, Navegantes, Porto Alegre, Ribeirão Preto, Rio de Janeiro-Santos Dumont, Uberlândia, Vitória)
- OceanAir (Araçatuba, Belo Horizonte-Confins, Cascavel, Chapecó, Fortaleza, Ipatinga, Passo Fundo, Porto Seguro, Salvador v.v...)
- Pantanal Linhas Aéreas (Araçatuba, Bauru, Marília, Juiz de Fora, Mucuri, Presidente Prudente)
- TAM Linhas Aéreas (Belo Horizonte-Confins, Brasília, Campo Grande, Curitiba, Florianópolis, Goiânia, Foz do Iguaçu, Joinville, Londrina, Maringá, Navegantes, Porto Alegre, Ribeirão Preto, São José do Rio Preto, Rio de Janeiro-Galeão, Rio de Janeiro-Santos Dumont, Uberlândia, Vitória)
- TRIP Linhas Aéreas (Campinas, Londrina, Maringá, Sinop)
- Varig (Belo Horizonte-Confins, Brasília, Curitiba, Florianópolis, Porto Alegre, Rio de Janeiro-Santos Dumont, Salvador)

## Các tai nạn và sự cố
- Ngày 17 tháng 7 năm 2007, Chuyến bay TAM Linhas Aéreas 3054 đã rơi trong khi hạ cánh xuống sân bay này, làm 176 người có mặt trên máy bay và 24 người khác trên mặt đất thiệt mạng.